# مصنع الصيغ (برنامج)
مصنّع الصيغ (بالإنجليزية: Format Factory)‏ هو برنامج تحويل وسائط متعددة مجاني يحتوي على العديد من الخيارات التي تقوم بتحويل الفيديو والصوت والصور وأقراص دي في دي وغيرها من صيغة أو امتداد إلى صيغة أخرى بالإضافة إلى بعض الأدوات التي تمكن المستخدم من دمج أصوات أو مقاطع فيديو من عدة ملفات.
الإصدارة الأخيرة من البرنامج صدرت عام 2020 بشكل مفاجيء.

## خصائص البرنامج
- تحويل صيغ الفيديو والصوت والصورة من صيغة لأخرى، كما يمكنه سحب الصوت من مقاطع فيديو.
- دمج أكثر من ملف صوتي أو فيديو في ملف واحد، وكذلك دمج صوت في مقطع فيديو.

| صيغ الفيديو | صيغ الصوت | صيغ الصورة                                             |
| --- | --- | ------------------------------------------------------ |
| ثري جي بي (.3gp) مبيج-1 (.mpg) ماتروسكا (.mkv) فلاش فيديو (.flv) إس دبليو إف (.swf) إم بي إي جي-4 بارت 14 (.mp4) تداخل الصوت والفيديو (.avi) ويندوز ميديا فيديو (.wmv) آر ام في بي (.rmvb) VOB (Video Object) (DVD file) (.vob) QuickTime File Format (QTFF) (.mov) | إم بي 3 أوغ واف (.wav) ملف متعدد معدل الترميز AMR (.amr) نظام ويندوز الصوتي (.wma) ترميز الصوت المتقدم (.aac) ميدي (.mid) | جيه بيه إيه جي بي إن جي ICO بي إم بي جي آي إف تيف .tga |

## خصائص إضافية
يحتوي البرنامج على العديد من الخصائص منها:
- توفر 66 لغة[6] لواجهة البرنامج وتعمل بمجرد الضغط على قائمة اللغة وتغيير اللغة من خيار اختر لغات إضافية.
- يمكن تغيير لون واجهة البرنامج إلى أربعة ألوان: أزرق، رصاصي، أسود، فضي.
- يمكن تصغير البرنامج إلى شريط قائمة إبدأ جوار الساعة.
- إمكانية دمج الترجمة مع مقاطع الفيديو واختيار الخط الخاص بالترجمة من الخيارات.
- تمكين أو تعطيل إيقاف تشغيل الكمبيوتر عند إنهاء مهام التحويل.
- تمكين وتعطيل خاصية التنبيه عند تشغيل البرنامج، إنهاء المهمة وفشل المهمة.
- خاصية البحث التلقائي عن التحديثات.

## متطلبات البرنامج
- نظام تشغيل ويندوز.

## وصلات خارجية
- الموقع الرسمي